# 王平章
王平章（1901年—1933年3月28日），学名王远清，绰号王和尚，湖北汉川人。中国共产党早期人物。

## 生平
王平章于1901年出生在湖北汉川。1920年，王平章考入武昌湖北省立第一师范学校，随后参加了陈潭秋创办的湖北人民通讯社，并在中国共产党领导的汉江印刷社内从事印刷书刊的工作。1924年，王平章加入中国社会主义青年团，并于同年转入中国共产党，随后回到故乡创办济人小学、全人小学和《汉川青年》杂志，建立了中共基层组织和农民协会。1927年1月，王平章开始担任武昌县农民协会委员长。同年3月，被选为湖北省农民协会执行委员。在湖北省农协的指导下，武昌县先后成立16个区，128个乡农民协会，会员达10万余人。后到毛泽东在武昌创办的农民运动讲习所学习农运理论，接受军事训练。毕业后，王平章前往鄂中农村，继续领导农民运动。
第一次国共合作失败后，王平章根据中共地下党的指示，参加了南昌起义。起义部队南下后，王平章奉命重返湖北，开始担任中共鄂中特委书记兼汉川、天门、京山、应城四县暴动总指挥，领导恢复发展各级党组织和农民武装，发动鄂中地区秋收暴动。1929年11月，王平章出任中共鄂豫边特委常委、鄂豫皖中央分局常委、鄂豫皖省苏维埃政府人民委员会委员长。1931年10月，王平章调任红二十五军政治委员，参加组建红25军的工作。该军建立后，在王平章和旷继勋的领导下，参与了潢光战役等战役，领导鄂豫皖革命根据地的建设和历次反围剿战役。
1932年10月，红四方面军主力转移后，王平章担任中共鄂豫皖省委委员兼皖西北特委书记一职，参与领导重建红二十五军，同时任政治委员。1933年1月，王平章参与组建红二十八军，同时任政治委员，曾与该军军长廖荣坤指挥双河山等战斗。同年3月中旬，红二十八军奉命向鄂东北转移，与守候那里的红二十五军会合，以便集中兵力作战。同月28日，部队进至河南省商城县门坎山（今属安徽省金寨县）时，与国民革命军75师224旅遭遇，随即发生小范围冲突。在冲突中，王平章阵亡，时年32岁。为纪念王平章，湖北省人民政府于1952年将他创办的汉川“全人小学”改名为平章小学。